# Malissiana varia
Malissiana varia är en insektsart som beskrevs av Young 1986. Malissiana varia ingår i släktet Malissiana och familjen dvärgstritar. Inga underarter finns listade i Catalogue of Life.